# Brats
Brats est un groupe de rock français, originaire de Saint-Maur-des-Fossés, dans le Val-de-Marne. Le groupe, qui a existé entre 2004 et 2010, est issu de ce qu'on appelle la Nouvelle scène rock française.

## Biographie
Les Brats se forment en 2004 à Saint-Maur-des-Fossés, dans le Val-de-Marne. Le nom du groupe signifie « Sales gosses ». Niki Demiller, Youri Asantcheeff et Makcim Peloni trouvent le nom du groupe en écoutant la chanson Beat on the Brats des Ramones. Ils sont alors un power trio jouant des reprises de garage et quelques originaux en français dans des MJC de banlieue. Les Brats font leurs débuts à Paris dans une cave du 6e arrondissement appelée Bar III, où ils se produisent très régulièrement avec les Naast, Second Sex, Plastiscines ou Violett. Rapidement, ils se retrouvent au cœur d’une scène parisienne, puis française, que Rock 'n' Folk et Technikart baptisera « Baby Rockers ».
Début 2006, la presse généraliste commence à s’intéresser à eux. Ils sont alors invités à l'émission Ce soir (ou jamais !), plusieurs articles leur sont consacrés dans Le Parisien, Libération, VSD, et Voici. Cette notoriété leur permet, sans avoir signé de contrat avec une maison de disque, de faire la première partie de Iggy and the Stooges au Zénith de Paris et de jouer à l'édition 2006 des Printemps de Bourges avec les Buzzcocks. Les Brats refusent alors toute proposition discographique, estimant devoir roder leurs titres en concert avant d’enregistrer. Il faudra attendre 2009 et de nombreux concerts en province, notamment avec Les Wampas et BB Brunes, pour que sorte l'album homonyme, Brats, auto-produit par le groupe et réalisé par Yarol Poupaud.
Les Brats jouent un titre en live dans le film Je vous hais petites filles de Yann Gonzalez, dans lequel joue Marie France, qui sera sélectionné pour la Quinzaine des réalisateurs du Festival de Cannes 2008.
Le 7 mai 2010, Niki Demiller est invité à l'émission du Grand Journal sur Canal+, pour la sortie du livre Kids Rock. Les Brats se séparent en septembre 2010, leur chanteur Niki Demiller poursuit aujourd'hui l’expérience en solo.

## Discographie

### Album studio
- 2009 : Brats (distribué sur les plateformes de téléchargement par Believe Digital)

### Compilations
- 2009 : Nouveaux talents Fnac - Believe Digital : Aux yeux de l'univers
- 2010 : Le Bus Palladium by Cyril Bodin - Universal :  Je suis une fille

### Singles
- 2009 : Le Truc en plus/Je suis une Fille